# Infinix
インフィニックス（Infinix）は、日本のインストゥルメンタル音楽ユニット。

## 概要
ニューエイジ・ミュージックを中心に、映像音楽の制作やプロデュース活動を行っている。傍らでは「リラクゼーション・アジア」シリーズなどのオリジナル・アルバムの制作や、ワールドミュージック・レーベルのパシフィックムーン・レコードなどへの楽曲提供、報道番組や情報番組の音楽制作も行う。「昭和天皇87年のご生涯」の音楽、NHKスペシャルの大型企画 「シリーズ同時3点ドキュメント」のメインテーマを担当し、「TBSテレビ開局50周年特別記念企画 里見八犬伝」などの大型ドラマの音楽も手掛けた。2013年にはNHKスペシャル「新生歌舞伎座 檜舞台にかける男たち」のオープニングテーマに楽曲を提供し、岩国美術館の音楽監修、明治記念館MV、東京国立博物館にて上映された「法隆寺献納宝物 国宝 金銅灌頂幡 飛鳥の天人」や「東大寺 法華堂 国宝 不空不空羂索観音立像 宝冠」の音楽など、個展や美術展、博物館などの音楽プロデュースも行っている。二胡、篠笛、尺八や和太鼓などを取り入れた音楽が特徴。Infinix & Voices名でヴォーカル・アルバムも制作している。

## 来歴
1997年に作曲家の坂本勝が、ジャズピアニストの大口元到に声をかけ共同で映像音楽の制作を行った際、クレジットをInfinix（インフィニックス）としたところから、ユニットとしての活動が始まった。その後、作曲家の黒木千波留や工藤春彦、Teallaなどがメンバーとして加わった。Infinix（インフィニックス）の名前の由来は、ヒーリングミュージック、ニューエイジミュージックをあえてロボットのような名前で演奏しようという逆説的発想からきている。Infinix（インフィニックス）は、アーティスト型のユニットというより、職業作曲家としての趣きが強い。メンバーの出会いは、サザエさんの音楽などで知られる作曲家河野土洋のアルバム制作を介して知り合った。主としてセンスカンパニーがマネージメントを行っている。

## メンバー
- 坂本勝（プロデュース、ギター、アレンジ）
- 黒木千波留（ピアノ、アレンジ）
- 工藤春彦（ヴァイオリン）
- 鈴木健二（キーボード）
- 田中哲二（マニュピレーター）

### 過去参加メンバー
- 大口元到（ピアノ）
- Tealla（ボーカル）
- 鬼平ハンカチーフ2号（ボーカル）
- ENA（ボーカル）

## ディスコグラフィー

### マキシシングル
- NHKスペシャル「シリーズ同時3点 ドキュメント」メインテーマ『Butterfly Effect』（2006年7月5日）[2]

### オリジナル・アルバム
- Fantasia（2004年4月28日）
- リラクゼーションアジア1（悠久の香）（2004年10月27日）
- リラクゼーションアジア2（竹林の風）（2004年10月27日）
- リラクゼーションアジア3（琉球の波）（2005年3月16日）
- リラクゼーションアジア4（夕凪の彩）（2005年3月16日）
- リラクゼーションアジア5（沙羅の花）（2005年7月13日）
- リラクゼーションアジア6（琉球の月）（2005年7月27日）
- リラクゼーションアジア7（ふるさとの調べ）（2006年10月25日）
- リラクゼーションアジア8（二胡・沖縄の風）（2007年2月28日）
- TBS開局50周年記念・里見八犬伝 オリジナル・サウンドトラック（2006年4月5日）[2]
- 風林火山（2008年7月30日）
- 尾崎豊が教えてくれたこと 〜YUTAKA OZAKI BALLAD COVERS／Infinix & Voices（2012年12月5日）
- 心のしずく／Infinix & Voices（2015年7月13日）
- キミが勇気をくれたから／Infinix & Voices（2016年8月10日）
- Japanese healing music（2016年12月21日）
- Love healing／Infinix & Voices and Infinix
- Heart to heart／Infinix & Voices and Infinix
- Feel（2017年2月22日）
- 光へ／Infinix & Voices
- Green／Infinix & Voices

### CD-ROM・DVD・BD
- パーフェクトブルー（1997年）
- 日本の野鳥（1998年）
- 名盤コレクション・美瑛富良野（1999年）
- 紅葉（2000年）
- 森林浴（2001年）
- 京都・大阪・神戸・関西空撮クルージング（2004年）
- 梵天LIVE2004（2004年）
- TBS里見八犬伝（2006年）
- NHKスペシャル 新生歌舞伎座 檜舞台にかける男たち （2012年）
- 夏影 さよならをするために・・・（2012年）
- GUNG（2012年）
- 同窓会をひらこう（2012年）
- ブラックジャックによろしくZERO（2014年）

## 主な参加アルバム
- ピアノメモリーズ・ヨコハマ（1999年）
- 悠久の郷へ/河野土洋（1999年）
- 蘭II/邵容（シャオ・ロン）（2003年9月25日）
- LIFE/YOKO（2003年）
- Asian Muse/ 亜細亜的女神 〜Feelシリーズ〜（2004年2月25日）
- Leaf Breath/芙美子（2004年03月3日）
- 癒しV（2004年11月25日）
- 梵天/梵天（2004年3月31日）
- 侍II（2005年2月23日）
- 絹の道（2005年4月20日）
- ASIENCE SPIRIT OF ASIA J-WAVE 81.3FM （2005年5月25日）
- Christmas Songs/廣島リマとアフロ橘（2006年11月8日）
- 琉球島唄/川崎元司郎（2006年）
- 沖縄ヴォイス・オブ・ヒーリング/芙美子（2007年2月14日）
- 美ら浜辺のコンサート〜波音とハーモニカ（2007年5月23日）
- 凱風/梵天（2007年7月18日）
- 癒しVI HEALING COLLECTION（2007年10月24日）
- NHKスペシャル 20年の歴史 Deluxe Edition Original Soundtrack（2009年12月30日）
- 旅-江戸百景-（2010年4月21日）
- 枯山水 Zen Garden（2013年3月25日）
- 日本 SOUNDS OF JAPAN（2016年2月24日）

## 主な音楽制作
- 昭和天皇87年のご生涯
- TBSテレビ50周年記念企画・里見八犬伝
- NHKスペシャル・シリーズ同時3点ドキュメント
- NHKスペシャル・新生 歌舞伎座 檜舞台にかける男たち
- 法隆寺 献納宝物 国宝 金銅灌頂幡 飛鳥の天人[20]
- 東大寺法華堂 国宝 不空不空羂索観音立像 宝冠[21][22]
- 東京国立博物館
- 昭和天皇記念館
- 岩国美術館（現・柏原美術館）
- 明治記念館
- 報道番組・情報番組等音楽制作協力